# Flensungen
Flensungen ist ein Ortsteil der Gemeinde Mücke im mittelhessischen Vogelsbergkreis.

## Geographie

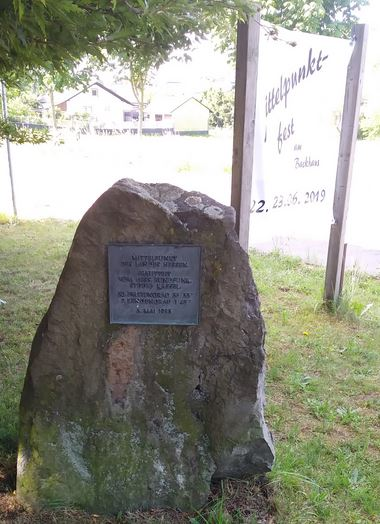
Mittelpunkt von Hessen ermessen vom Hessischen Rundfunk, Studio Kassel, aus dem Jahr 1983. Der neue Punkt liegt etwa 800 m südlich und ist unmarkiert

Flensungen liegt am Nordrand des Vogelsbergs und auf der linken westlichen Talseite des Seenbachs. Die Bebauung ist mit der des nördlich angrenzenden Ortsteils Merlau zusammengewachsen.
Der geografische Mittelpunkt des Bundeslandes Hessen befindet sich am Südrand der Gemarkung Flensungen.
Die Gemarkungsfläche beträgt 318 Hektar, davon sind 62 Hektar bewaldet (Stand: 1961).

## Ortsgeschichte

### Mittelalter
Das Bestehen des Ortes kann bis in das Jahr 1340 unter der Schreibweise Flensingen urkundlich zurückverfolgt werden. Der Ortsname bezieht sich auf das westlich des Ortes liegenden Flurnamen „Flensunger Kopf,“ früher „Flenskopf“. In dieser Urkunde von 1340 heißt es: „unsir burg und dorf laupach und die dorfere und gerichte, die darzuo gehorent: ... Flensingen, Guntherskirchen, Stoghusin, Osilsdorf, Aeinhartshausen... “ „Zu Flensingen“ wird 1354 genannt. 1139: „dorff Flensingen“
1429 wird der Ort als Flynsingen erwähnt.
Flensungen lässt als „Siedlung der Anwohner des Flens-Kopfes“ namensgeschichtlich deuten. Das ursprüngliche Suffix „-inga“ ist die Ableitung eines Bergnamens „Flins“, der dem Ahd. entlehnt ist. Das Grundwort leitet sich von „Flins“ (Kieselstein, harter Stein, Fels) ab.
Im Jahr 1456 genehmigte Landgraf Ludwig I. („der Friedfertige“) den Verkauf des halben Dorfes mit Anwesenheit von Heinrich Steyneken an Henne im Felde (genannt Jungehenne).

### Neuzeit
Am 20. Juni 1590 wurde ein Vergleich abgeschlossen, welcher Grünberg den Gebrauch des Gastenbergs und des Klopfhammers garantierte. Flensungen durfte demnach nur noch den Flensunger Kopf in Beanspruchung nehmen. Der Rentmeister ließ die Grenze absteinen. 1597 verkaufte der Grünberger Rat einen Teil seiner Grundstücke an Flensungen.
Die Statistisch-topographisch-historische Beschreibung des Großherzogthums Hessen berichtet 1830 über Flensungen:

„Flensungen (L. Bez. Grünberg) evangel. Filialdorf; liegt 1 St. von Grünberg, hat 1 Kirche, 68 Häuser und 383 evangelische Einwohner. – Die Hälfte dieses Orts bes sassen die von Merlau als Pfandschaft, nachdem aber der Landgraf dieselbe abgelößt hatte, wurden sie 1570 damit belehnt.“

Um 1920 wurden die Telefon- und Elektrizitätsleitungen entlang der Hauptstraße (heutige B 276) errichtet.
Hessische Gebietsreform (1970–1977)
Im Zuge der Gebietsreform in Hessen fusionierten die bis dahin selbständigen Gemeinden Flensungen und Merlau im Landkreis Alsfeld zum 1. September 1970 freiwillig zur neuen Gemeinde Mücke. Nach Eingliederung einer Reihe weiterer Gemeinden in die Gemeinde Mücke wurde für Flensungen und Merlau der gemeinsame Ortsbezirk Mücke eingerichtet.

### Verwaltungsgeschichte im Überblick
Die folgende Liste zeigt die Staaten und Verwaltungseinheiten, denen Flensungen angehört(e):
- vor 1567: Heiliges Römisches Reich, Landgrafschaft Hessen, Landgericht Grünberg
- ab 1567: Heiliges Römisches Reich, Landgrafschaft Hessen-Marburg, Amt Grünberg, Landgericht Grünberg[15]
- 1604–1648: Heiliges Römisches Reich, strittig zwischen Landgrafschaft Hessen-Darmstadt und Landgrafschaft Hessen-Kassel (Hessenkrieg)
- ab 1604: Heiliges Römisches Reich, Landgrafschaft Hessen-Darmstadt, Oberfürstentum Hessen, Amt Grünberg,[16] Landgericht Grünberg
- ab 1806: Großherzogtum Hessen,[Anm. 2] Fürstentum Oberhessen, Amt Grünberg[17][18]
- ab 1815: Großherzogtum Hessen,[Anm. 3] Provinz Oberhessen, Amt Grünberg[19]
- ab 1821: Großherzogtum Hessen, Provinz Oberhessen, Landratsbezirk Grünberg[Anm. 4]
- ab 1832: Großherzogtum Hessen, Provinz Oberhessen, Kreis Grünberg
- ab 1848: Großherzogtum Hessen, Regierungsbezirk Gießen
- ab 1852: Großherzogtum Hessen, Provinz Oberhessen, Kreis Grünberg
- ab 1867: Norddeutscher Bund[Anm. 5], Großherzogtum Hessen, Provinz Oberhessen, Kreis Grünberg
- ab 1871: Deutsches Reich, Großherzogtum Hessen, Provinz Oberhessen, Kreis Grünberg
- ab 1874: Deutsches Reich, Großherzogtum Hessen, Provinz Oberhessen, Kreis Alsfeld
- ab 1918: Deutsches Reich (Weimarer Republik), Volksstaat Hessen, Provinz Oberhessen, Kreis Alsfeld
- ab 1938: Deutsches Reich, Volksstaat Hessen, Landkreis Alsfeld[20][Anm. 6]
- ab 1945: Amerikanische Besatzungszone,[Anm. 7] Groß-Hessen, Regierungsbezirk Darmstadt, Landkreis Alsfeld
- ab 1946: Amerikanische Besatzungszone, Hessen, Regierungsbezirk Darmstadt, Landkreis Alsfeld
- ab 1949: Bundesrepublik Deutschland, Hessen, Regierungsbezirk Darmstadt, Landkreis Alsfeld
- ab 1971: Bundesrepublik Deutschland, Land Hessen, Regierungsbezirk Darmstadt, Vogelsbergkreis, Gemeinde Mücke[Anm. 8]
- ab 1972: Bundesrepublik Deutschland, Hessen, Regierungsbezirk Darmstadt, Vogelsbergkreis, Gemeinde Mücke
- ab 1981: Bundesrepublik Deutschland, Hessen, Regierungsbezirk Gießen, Vogelsbergkreis, Gemeinde Mücke

### Recht

#### Materielles Recht
In Flensungen galt der Stadt- und Amtsbrauch von Grünberg als Partikularrecht. Das Gemeine Recht galt nur, soweit der Amtsbrauch keine Bestimmungen enthielt. Dieses Sonderrecht alten Herkommens behielt seine Geltung auch während der Zugehörigkeit zum Großherzogtum Hessen im 19. Jahrhundert, bis es zum 1. Januar 1900 von dem einheitlich im ganzen Deutschen Reich geltenden Bürgerlichen Gesetzbuch abgelöst wurde.

#### Gerichtsverfassung seit 1803
In der Landgrafschaft Hessen-Darmstadt wurde mit Ausführungsverordnung vom 9. Dezember 1803 das Gerichtswesen neu organisiert. Für das Fürstentum Oberhessen (ab 1815 Provinz Oberhessen) wurde das „Hofgericht Gießen“ eingerichtet. Es war für normale bürgerliche Streitsachen Gericht der zweiten Instanz, für standesherrliche Familienrechtssachen und Kriminalfälle die erste Instanz. Übergeordnet war das Oberappellationsgericht Darmstadt. Die Rechtsprechung der ersten Instanz wurde durch die Ämter bzw. Standesherren vorgenommen und somit war für Flensungen das „Amt Grünberg“ zuständig. Nach der Gründung des Großherzogtums Hessen 1806 wurden die Aufgaben der ersten Instanz 1821 im Rahmen der Trennung von Rechtsprechung und Verwaltung auf die neu geschaffenen Landgerichte übergingen. „Landgericht Grünberg“ war daher von 1821 bis 1879 die Bezeichnung für das erstinstanzliche Gericht das für Flensungen zuständig war.
Anlässlich der Einführung des Gerichtsverfassungsgesetzes mit Wirkung vom 1. Oktober 1879, infolge derer die bisherigen großherzoglichen Landgerichte durch Amtsgerichte an gleicher Stelle ersetzt wurden, während die neu geschaffenen Landgerichte nun als Obergerichte fungierten, kam es zur Umbenennung in „Amtsgericht Grünberg“ und Zuteilung zum Bezirk des Landgerichts Gießen. Am 1. Juli 1968 erfolgte die Auflösung des Amtsgerichts Grünberg, Flensungen wurde dem Amtsgericht Alsfeld zugelegt.

## Bevölkerung

### Einwohnerstruktur 2011
Nach den Erhebungen des Zensus 2011 lebten am Stichtag dem 9. Mai 2011 in Flensungen 855 Einwohner. Darunter waren 24 (2,8 %) Ausländer. Nach dem Lebensalter waren 150 Einwohner unter 18 Jahren, 354 zwischen 18 und 49, 201 zwischen 50 und 64 und 153 Einwohner waren älter. Die Einwohner lebten in 348 Haushalten. Davon waren 84 Singlehaushalte, 93 Paare ohne Kinder und 129 Paare mit Kindern, sowie 33 Alleinerziehende und 6 Wohngemeinschaften. In 69 Haushalten lebten ausschließlich Senioren und in 234 Haushaltungen lebten keine Senioren.

### Einwohnerentwicklung
- 1806: 325 Einwohner, 57 Häuser[18]
- 1829: 383 Einwohner, 68 Häuser[10]
- 1867: 270 Einwohner, 60 bewohnte Gebäude[25]
- 1875: 375 Einwohner, 76 bewohnte Gebäude[26]

| Flensungen: Einwohnerzahlen von 1791 bis 2022 | Flensungen: Einwohnerzahlen von 1791 bis 2022 | Flensungen: Einwohnerzahlen von 1791 bis 2022 | Flensungen: Einwohnerzahlen von 1791 bis 2022 | Flensungen: Einwohnerzahlen von 1791 bis 2022 |
| --- | --------------------------------------------- | --------------------------------------------- | --------------------------------------------- | --------------------------------------------- |
| Jahr |                                               |                                               |                                               | Einwohner                                     |
| 1791 | 1791                                          |                                               | 227                                           | 227                                           |
| 1800 | 1800                                          |                                               | 254                                           | 254                                           |
| 1806 | 1806                                          |                                               | 325                                           | 325                                           |
| 1829 | 1829                                          |                                               | 383                                           | 383                                           |
| 1834 | 1834                                          |                                               | 377                                           | 377                                           |
| 1840 | 1840                                          |                                               | 440                                           | 440                                           |
| 1846 | 1846                                          |                                               | 480                                           | 480                                           |
| 1852 | 1852                                          |                                               | 464                                           | 464                                           |
| 1858 | 1858                                          |                                               | 377                                           | 377                                           |
| 1864 | 1864                                          |                                               | 331                                           | 331                                           |
| 1871 | 1871                                          |                                               | 366                                           | 366                                           |
| 1875 | 1875                                          |                                               | 375                                           | 375                                           |
| 1885 | 1885                                          |                                               | 370                                           | 370                                           |
| 1895 | 1895                                          |                                               | 380                                           | 380                                           |
| 1905 | 1905                                          |                                               | 422                                           | 422                                           |
| 1910 | 1910                                          |                                               | 473                                           | 473                                           |
| 1925 | 1925                                          |                                               | 483                                           | 483                                           |
| 1939 | 1939                                          |                                               | 494                                           | 494                                           |
| 1946 | 1946                                          |                                               | 750                                           | 750                                           |
| 1950 | 1950                                          |                                               | 761                                           | 761                                           |
| 1956 | 1956                                          |                                               | 642                                           | 642                                           |
| 1961 | 1961                                          |                                               | 704                                           | 704                                           |
| 1967 | 1967                                          |                                               | 741                                           | 741                                           |
| 1970 | 1970                                          |                                               | 720                                           | 720                                           |
| 1980 | 1980                                          |                                               | ?                                             | ?                                             |
| 1990 | 1990                                          |                                               | ?                                             | ?                                             |
| 2000 | 2000                                          |                                               | ?                                             | ?                                             |
| 2011 | 2011                                          |                                               | 855                                           | 855                                           |
| 2015 | 2015                                          |                                               | 842                                           | 842                                           |
| 2022 | 2022                                          |                                               | 901                                           | 901                                           |
| Datenquelle: Historisches Gemeindeverzeichnis für Hessen: Die Bevölkerung der Gemeinden 1834 bis 1967. Wiesbaden: Hessisches Statistisches Landesamt, 1968. Weitere Quellen: LAGIS; 1791; 1800; Gemeinde Mücke; Zensus 2011 |                                               |                                               |                                               |                                               |

### Historische Religionszugehörigkeit
- 1829: 383 evangelische (= 100 %) Einwohner[10]
- 1961: 575 evangelische (= 81,68 %), 100 katholische (= 14,20 %) Einwohner[1]

## Politik
Ortsbeirat
Für Mücke-Flensungen besteht ein Ortsbezirk (Gebiete den ehemaligen Gemeinden Flensungen und Merlau) mit Ortsbeirat und Ortsvorsteher nach der Hessischen Gemeindeordnung.
Der Ortsbeirat besteht aus neun Mitgliedern. Bei den Kommunalwahlen in Hessen 2021 betrug die Wahlbeteiligung zum Ortsbeirat 54,48 %. Dabei wurden gewählt: drei Mitglieder der SPD, zwei Mitglieder der CDU und vier Mitglieder dem „Freien Wähler“ (FW). Der Ortsbeirat wählte Dirk Decher zum Ortsvorsteher.

## Verkehr und Infrastruktur

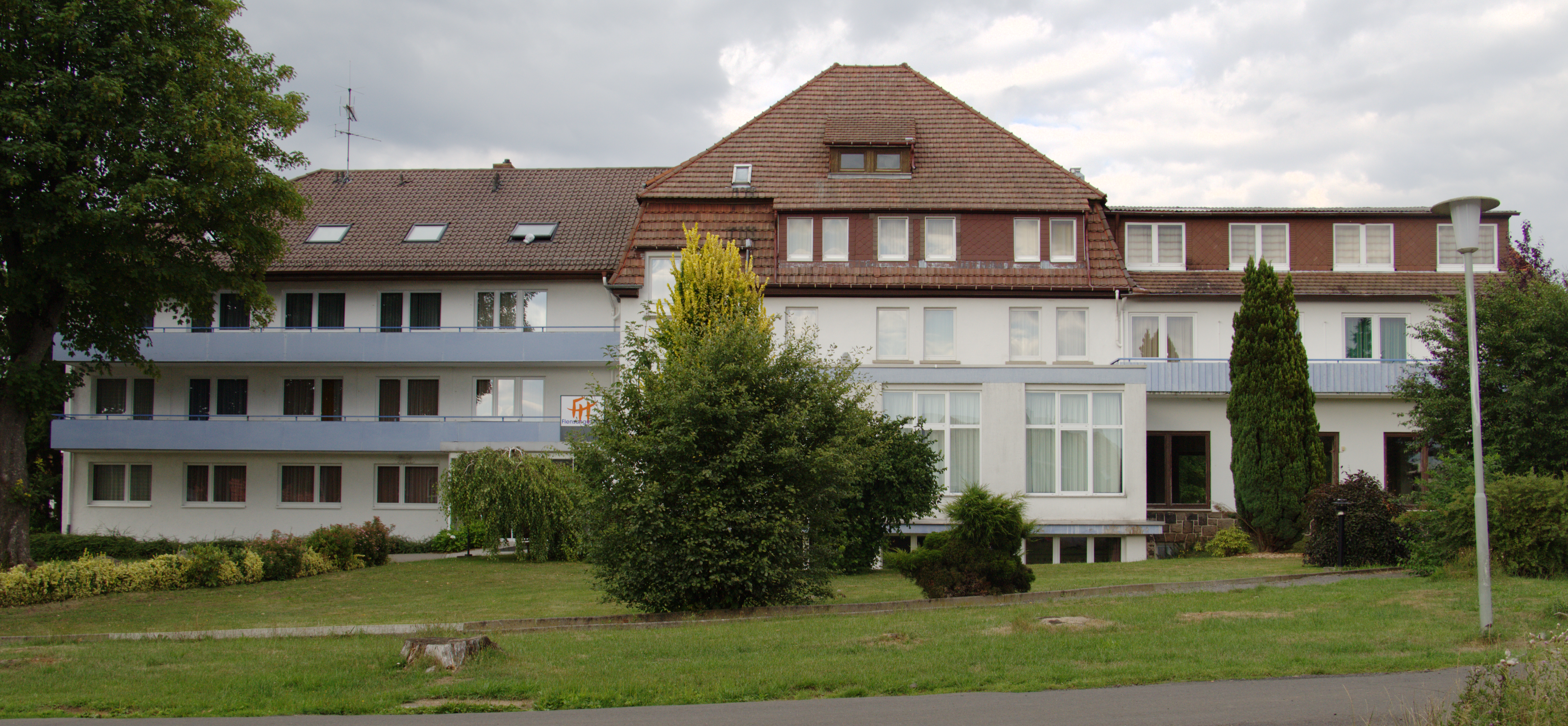
Hauptgebäude des Flensunger Hofs

Durch den Ort führen die Bundesstraße 49 und die Bundesstraße 276. Zwischen Flensungen und Merlau liegt der Bahnhof Mücke (Hess) der Bahnstrecke Gießen–Fulda, der heute nur noch dem Öffentlichen Personennahverkehr dient. Weitere Verkehrsmöglichkeiten stellt die Verkehrsgesellschaft Oberhessen mit der Buslinie VB-76 sicher.
In Ortsnähe liegt der Flensunger Hof, eine Jugendbildungs- und Erholungsstätte des Chrischona-Gemeinschaftswerks.